# 姚国华
姚国华（1965年5月—），云南思茅人，汉族，1984年加入中国共产党。拥有中央党校研究生学历，中华人民共和国政治人物。

## 生平
1982年，姚国华考入思茅师专，在该校中文系中文专业学习，并在在校期间加入了中国共产党，毕业后留校工作，历任该校党办宣传干事、团委副书记、党政办公室主任，思茅师专党委办公室副主任，期间，曾于1990年7月至1991年8月在思茅地区孟连县勐马镇挂职任党委副书记。
1993年，离开思茅师范专科学校，出任思茅地区行署办公室秘书一科科长，此后历任共青团思茅地委副书记、中共墨江县委副书记、常务副县长，中共孟连县委书记，2002年升任中共思茅地委委员、思茅市委书记，2003年，思茅地区改制为思茅市，出任思茅市委常委、常务副市长，2007年，思茅市改名为普洱市，姚国华留任常务副市长一职。
2008年出任云南省民政厅副厅长、党组成员，2012年改任云南省人民政府副秘书长、办公厅党组成员，翌年升格为正厅级干部，2014年改任任云南省环境保护厅厅长。
2015年，姚国华下放红河州，任该州党委书记，在任期间，下属红河州委常委、政法委书记和建要求姚国华在其退休前解决正厅级待遇未果，和建转而以发匿名短信、散布公开信等方式诬陷姚国华，并称姚国华为“官僚主义者”，但经云南省纪委核实，和建的公开信所反映的内容均不属实。和建亦于2018年10月15日因涉嫌严重违纪违法，接受云南省纪委纪律审查和监察调查，并因受贿罪被判处有期徒刑九年。
2021年5月，卸任中共红河州委书记，次月，云南省人民政府聘任姚国华为省政府参事，任期至2028年5月。
2017年6月29日，当选为中共十九大代表。